# Abbaye de Dinklage
Pour les articles homonymes, voir Dinklage (homonymie).
L'abbaye Sainte-Scholastique de Dinklage, ou abbaye du château de Dinklage, se trouve dans l'ancien château de la famille von Galen à Dinklage (arrondissement de Vechta) en Basse-Saxe. C'est aujourd'hui une abbaye bénédictine féminine dédiée à sainte Scholastique, sœur de saint Benoît, fondée en 1949. Les sœurs sont aujourd'hui vingt-cinq.

## Histoire
Le château appartenait à la famille von Galen, originaire de Westphalie, et le futur cardinal Clemens August von Galen (1878-1946), béatifié en 2005, y est né.
C'est le comte Christoph Bernhard von Galen (1907-2002), futur camérier secret du pape et neveu du cardinal, qui en hérite en 1918 à l'âge de onze ans de son oncle le comte Frédéric von Galen, le domaine est géré pendant sa minorité par un autre oncle, Franz von Galen (1879-1961). Christoph Bernhard von Galen accueille au château de 1941 à 1945 les bénédictines de l'abbaye de Vinnenberg, située à Warendorf, abbaye qui fut en activité du XIIIe siècle à 2005. Celle-ci avait été réquisitionnée par les autorités et les religieuses retournent à Walendorf après la guerre. Le comte demeure dans son autre château, Haus Assen, situé à proximité.
Le village d'Alexanderdorf, dans le Brandebourg, se trouve en zone soviétique après la guerre et vingt-deux bénédictines de l'abbaye Sainte-Gertrude viennent trouver refuge au manoir d'Assen qui appartenait aussi au comte. Il leur fait don en 1949 de son château de Dinklage, où elles s'installent le 8 juin. la première prieure est Mère Radegund Kemper. Elles profitent de la chapelle du château, jusqu'à ce que l'architecte Max Clemens von Hausen leur construise une église dans une ancienne grange en 1961. L'église est consacrée le 3 septembre par Mgr Tenhumberg (1915-1979), évêque de Münster.
Le prieuré devient abbaye en 1977 et Mère Agatha Rohtert devient la première abbesse (suivie de Máire Hickey en 1985 et Frranziska Lukas en 2007). Mère Rohtert fait acheter par le diocèse des anciens bâtiments agricoles et des communs pour y installer une maison d'exercices spirituels, de formation et de retraites, devenue en 1997 en partie une maison pour sans-abris et de l'autre l'hôtellerie de l'abbaye en 1999.
L'abbaye Sainte-Scholastique est en relations étroites avec l'abbaye Sainte-Gertrude et aussi avec l'abbaye Saint-Matthias de Trèves.
La Fondation Cardinal von Galen (Kardinal-von-Galen-Stiftung) est créée en décembre 2009. La chapelle du château, l'ancien moulin à eau et d'autres bâtiments lui appartiennent.
Les moniales vivent de la confection de paramentique et d'hosties, de la vente d'icônes, de la fabrication de bonbons au caramel, et d'autres produits monastiques. Elles ont ouvert un café dans le parc en 2001.
Les sœurs font partie de la Communio Internationalis Benedictinarum.

## Galerie

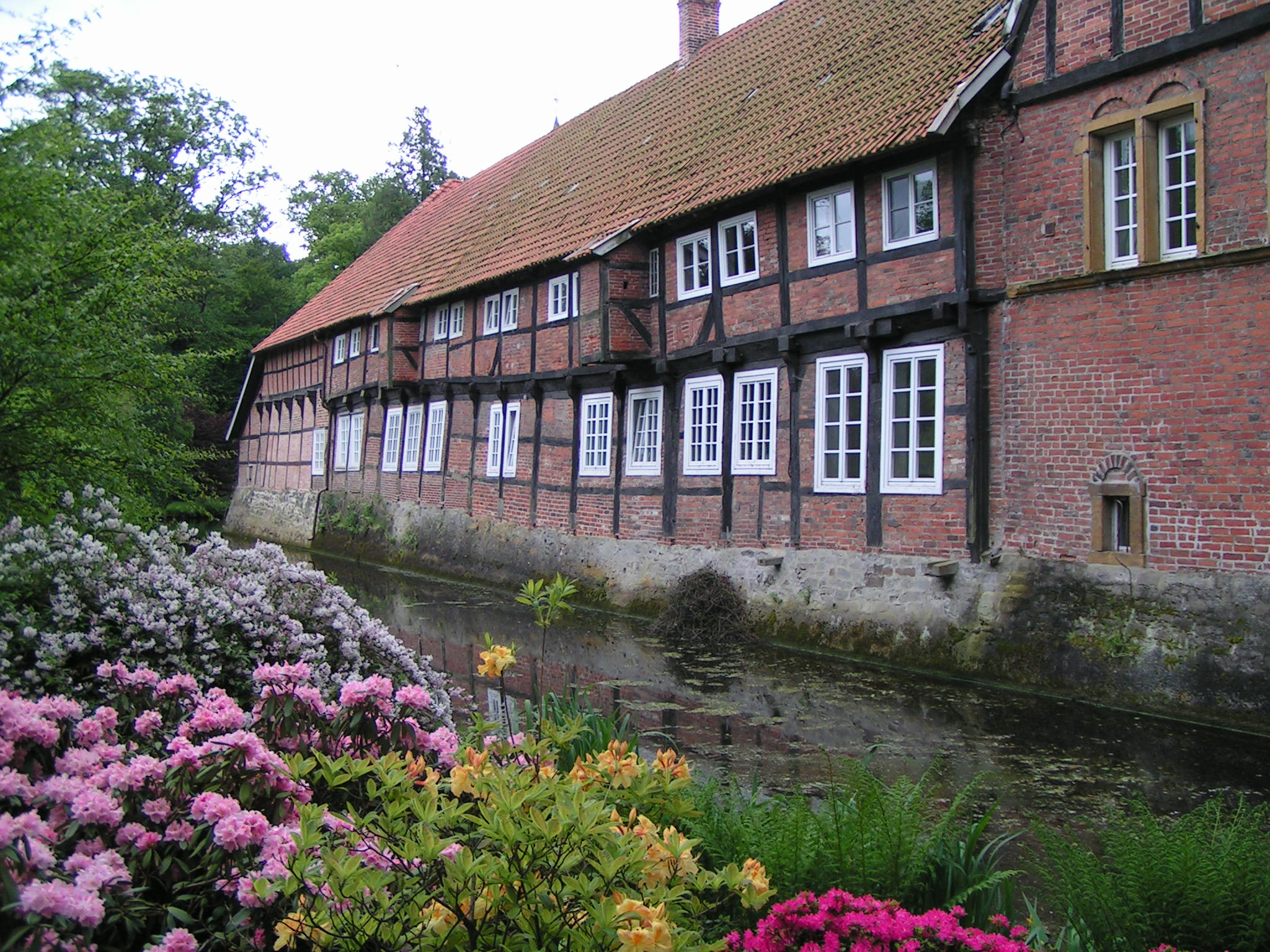
Vue du côté nord du château
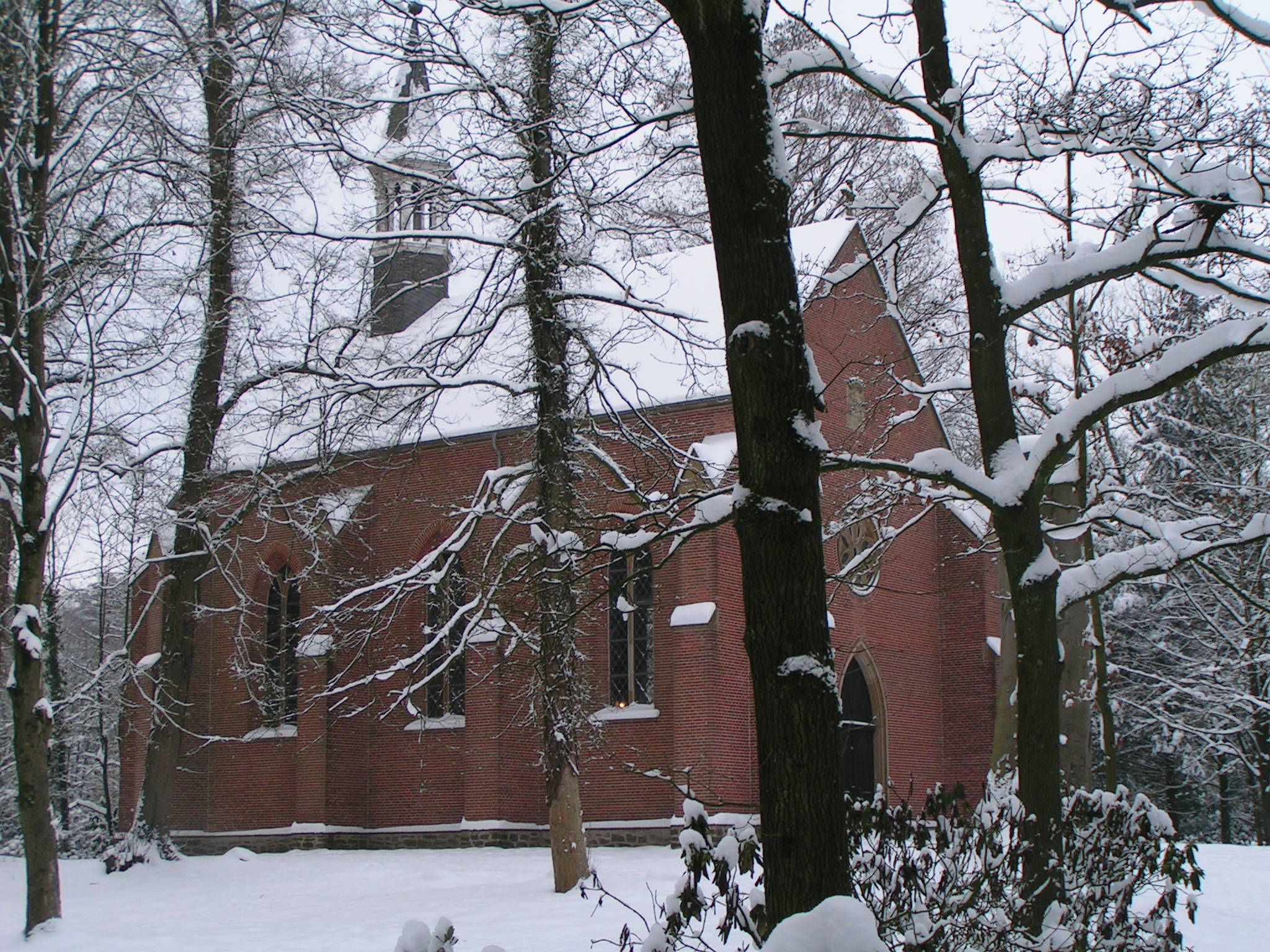
Vue de la chapelle du château
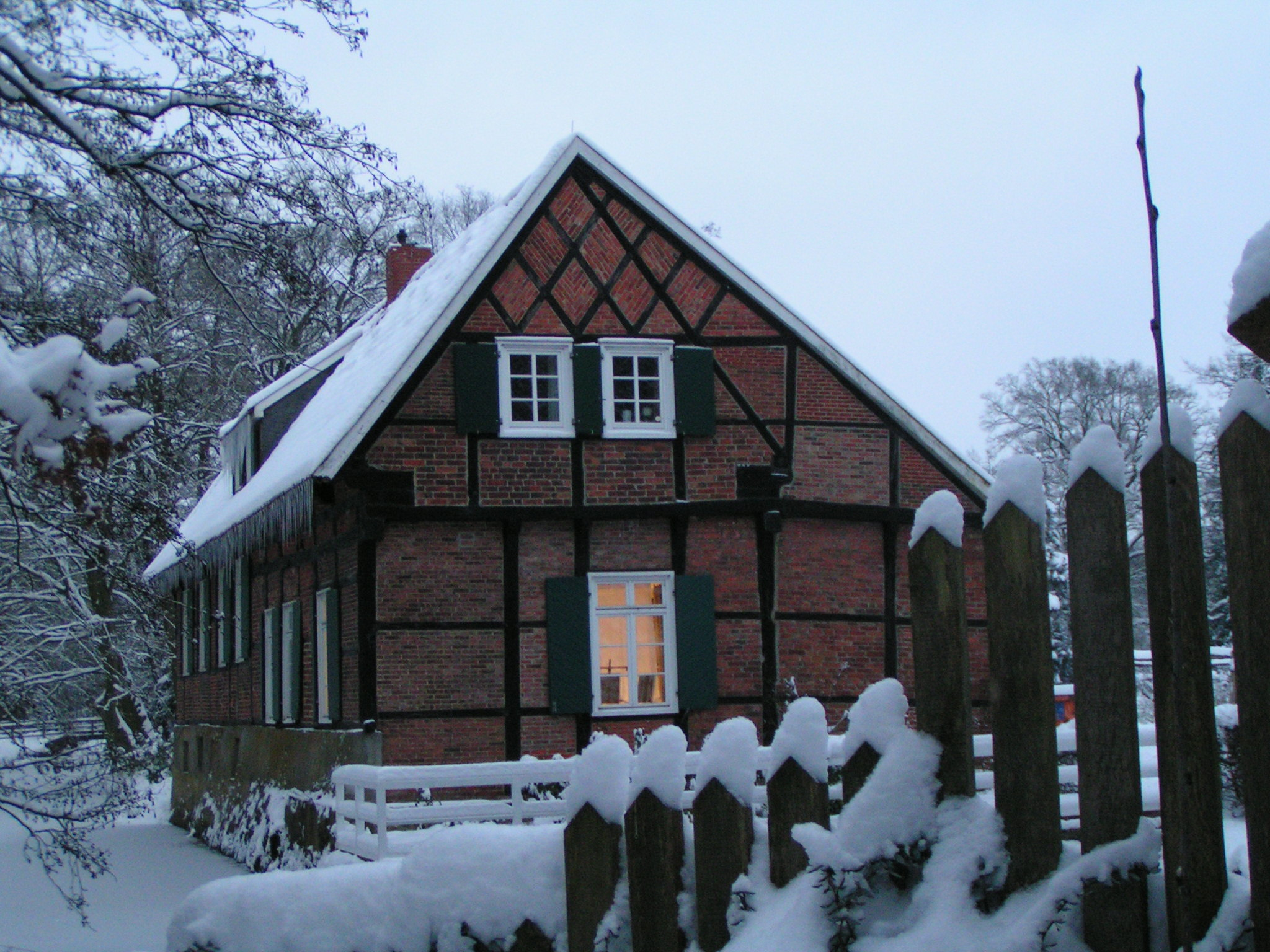
Anciens communs
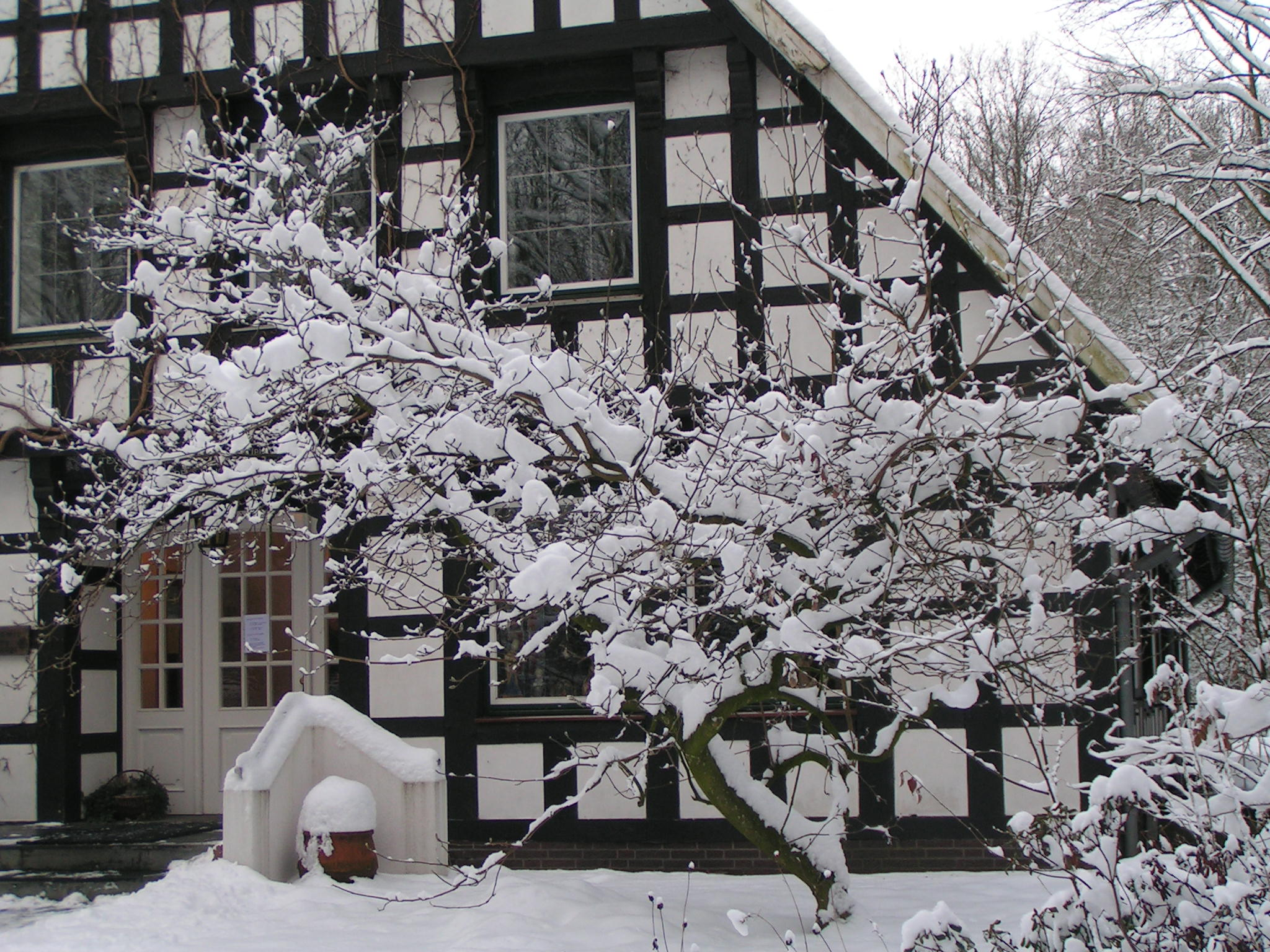
Café de l'abbaye
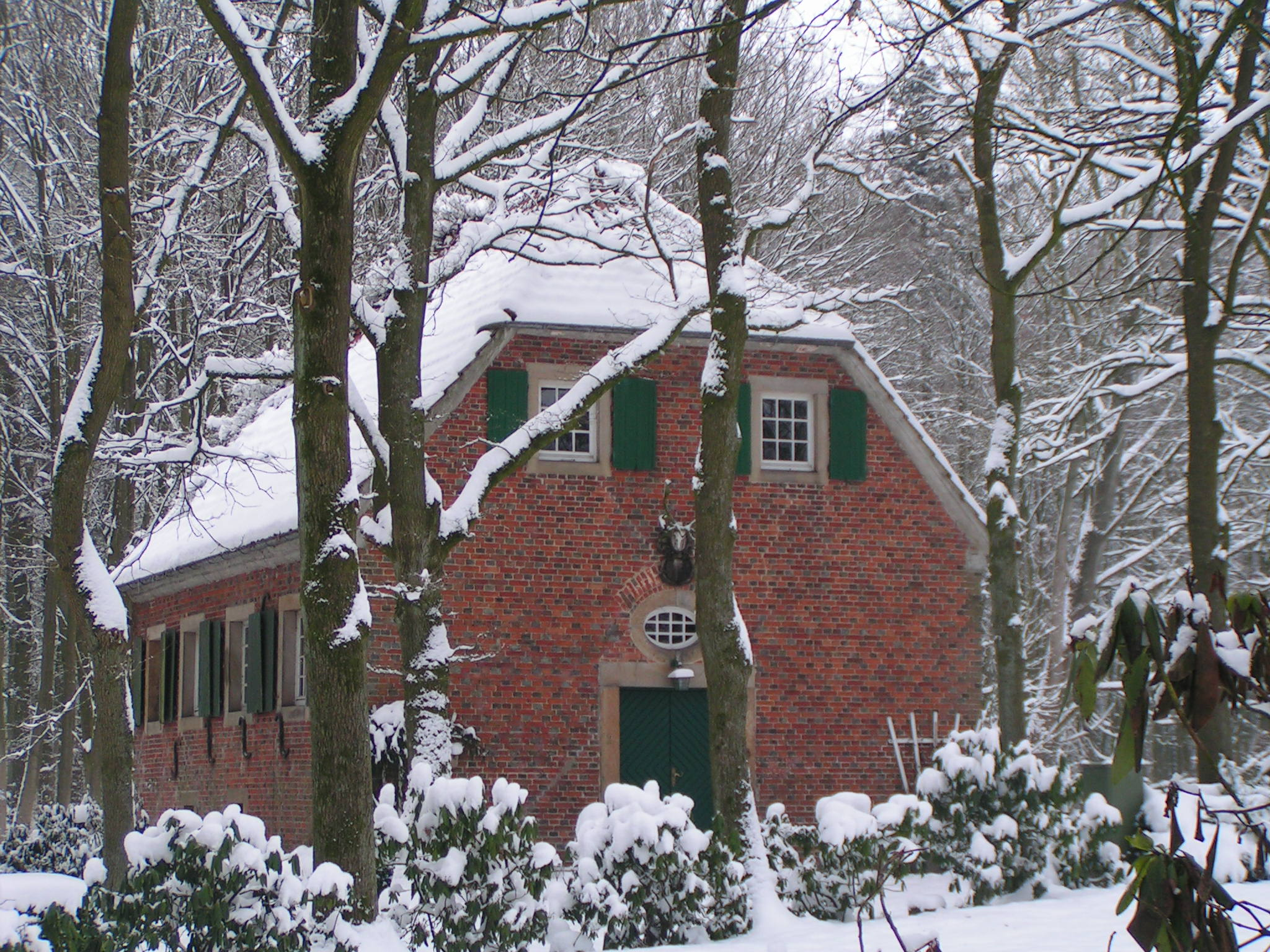
Ancien moulin ou maison du forestier
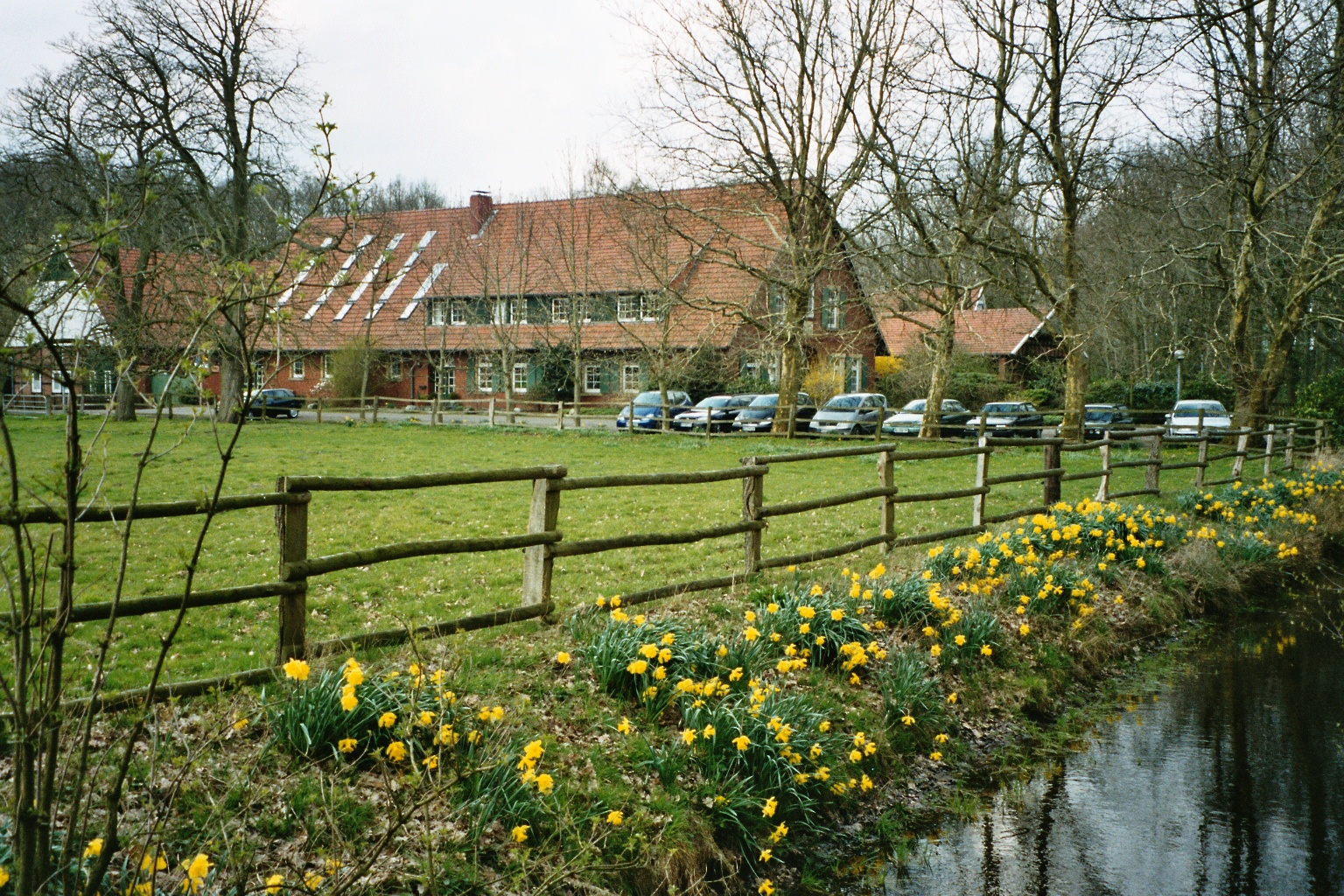
Hôtellerie et maison d'accueil